# Miriã (futebolista)
Miriã dos Santos Silva, mais conhecida como Miriã (Mogi das Cruzes, 31 de dezembro de 1998) é uma futebolista brasileira que atua como atacante. Atualmente, joga pelo Corinthians, time pelo qual Miriã já ergueu a taça do Campeonato Brasileiro, Libertadores, Supercopa e do Campeonato Paulista, sendo artilheira desse último em 2020.

## Carreira

### Início de carreira
Em sua cidade natal, Mogi das Cruzes, Miriã fez parte do projeto social Associação Nova Esperança (ANE). Passou pelo Rio Branco, de São Paulo, Rio Preto, de São Paulo e América, de Minas Gerais.

### Seleção brasileira sub-20
Miriã também defendeu a camisa da seleção brasileira sub-20 em 2018, quando foi convocada como atacante para o período de treinos que visava a Copa do Mundo de 2018. A jogadora participou do primeiro de dois amistosos contra a seleção americana nesse período, vencendo por 3 a 2, porém sem marcar gols. A atleta acabou não sendo convocada para o mundial.

### Cruzeiro
Para as temporadas de 2019 e 2020, Miriã defendeu o Cruzeiro como meio-campista, atuando pelo Campeonato Brasileiro e pelo Campeonato Mineiro.
Na sua primeira temporada pelo clube, em 2019, a jogadora ergueu a taça do Campeonato Mineiro. O mesmo feito não se realizou em 2020, quando o clube foi chegou à final mas foi eliminado pelo rival Atlético Mineiro.

### Corinthians
Miriã foi contratada como atacante do Corinthians em 2021. Nessa temporada, o Corinthians foi tricampeão, vencendo o Campeonato Brasileiro, a Libertadores e o Paulistão, pelo qual Miriã foi consagrada artilheira, com 8 gols marcados na edição.
Na temporada de 2022, Miriã iniciou como titular do clube, sendo usada também como lateral, porém sofreu uma lesão em seu tornozelo em setembro, afastando-a pelo restante do ano.
Seu contrato se encerrou em dezembro de 2022, porém seguiu treinando com as jogadores no centro de treinamento do clube, sendo cogitada pelo Internacional. Porém, definiu sua permanência no clube paulista em fevereiro de 2023 pelo restante da temporada. Mesmo com o retorno ao clube, Miriã ficou afastada dos campos até abril de 2023.
Sua reestreia no clube se deu no jogo contra o Cruzeiro em 28 de abril de 2023 válido pelo Campeonato Brasileiro. O Corinthians venceu a partida por 7 a 1.

## Títulos

### Cruzeiro
- Campeonato Mineiro: 2019

### Corinthians
- Campeonato Brasileiro: 2021, 2023
- Copa Libertadores: 2021
- Campeonato Paulista: 2021, 2023
- Supercopa do Brasil: 2022, 2023